# Lorada (villa)
Pour les articles homonymes, voir Laura et David.
Pour l'album studio et la tournée de Johnny Hallyday, voir Lorada et Lorada Tour.
La Lorada est une villa de 710 m2 de style hacienda mexicaine néo-provençale, de la presqu'île de Saint-Tropez, à Ramatuelle près de Saint-Tropez, dans le Var en Provence-Alpes-Côte d'Azur.
Construite pour Johnny Hallyday en 1989, elle est baptisée par contraction du prénom de ses deux enfants Laura Smet et David Hallyday.

## Historique

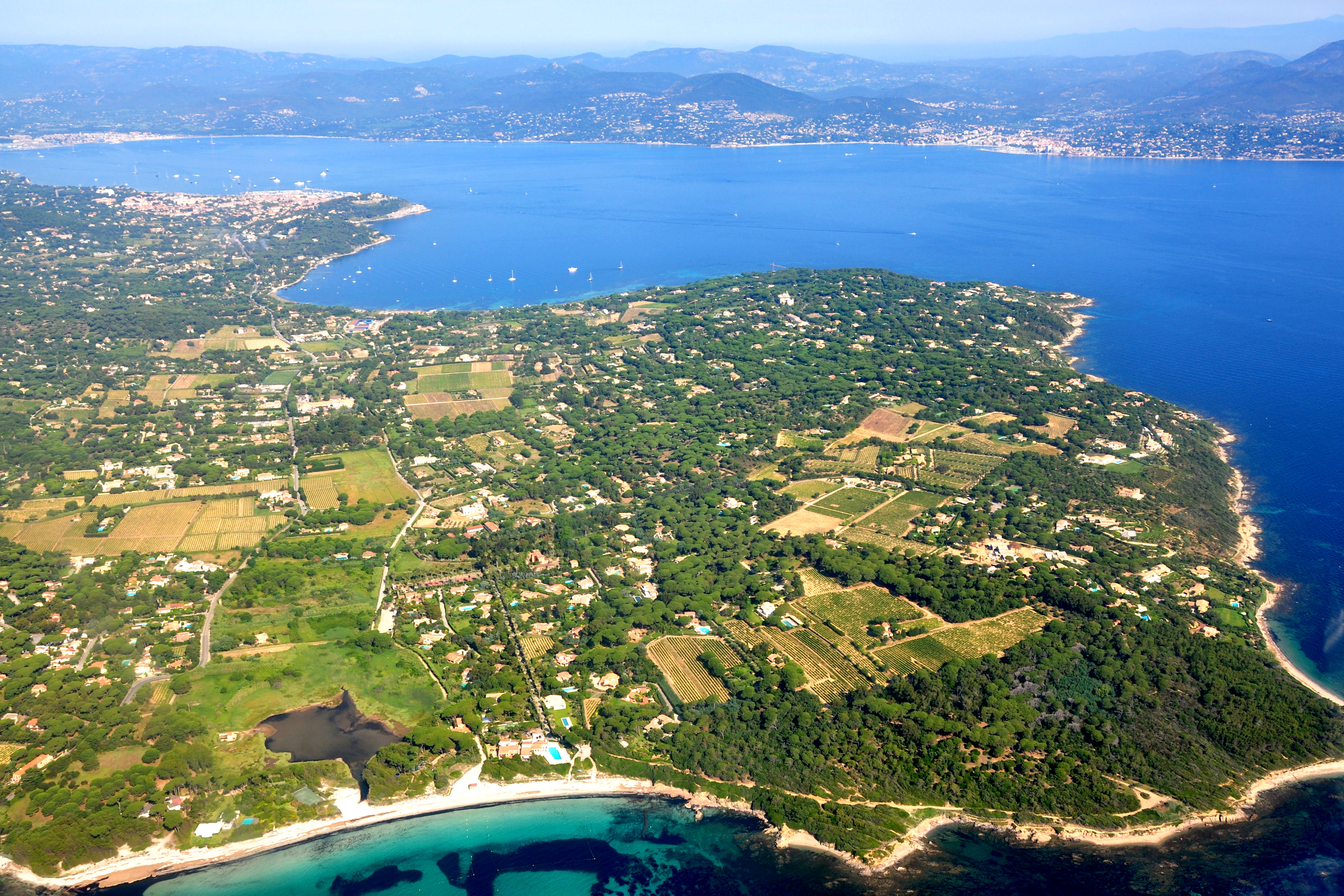
Presqu'île de Saint-Tropez au bord du golfe de Saint-Tropez, et plage de Pampelonne (en bas).

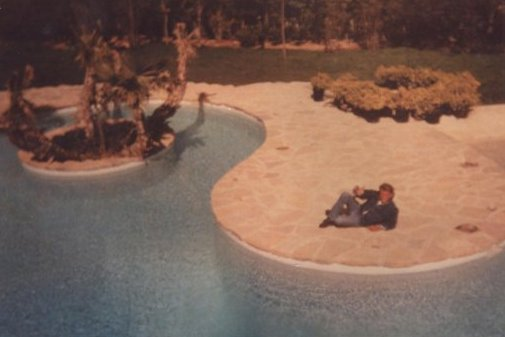
Johnny Hallyday au bord de la piscine de sa villa, dans les années 1990.

Grand adepte de fêtes et de nuits tropéziennes, Johnny Hallyday se fait construire en 1989 cette villa de star de ses rêves, de 710 m2 de surface habitable sur deux étages, sur les hauts du quartier de l’Oumède de la presqu'île de Saint-Tropez à Ramatuelle, avec vue panoramique sur les plages de Pampelonne, proche entre autres de celles de ses amis Eddie Barclay, Eddy Mitchell, France Gall et Michel Berger, et de La Madrague de Brigitte Bardot. Elle est terminée pour son mariage de star du 9 juillet 1990 avec Adeline Blondiau.
De style hacienda mexicaine néo-provençale, elle est conçue par les architectes Alain et Roland Morisse (père et fils), et par l’architecte d’intérieur Claude Chauvin, avec patios de cactées, fontaine centrale rehaussée de papyrus et de nénuphars, piscine de 500 m3 avec lagons, cascade artificielle, bar, plages immergées, criques, îles plantées de palmiers, jacuzzi décoré d’un aigle royal en mosaïque, hammam, immenses salles de sport et de musculation, nombreuses terrasses et dépendances, le tout décoré par de nombreux souvenirs de sa vie et de ses voyages, en particulier sur la mythique Route 66 dans l’Ouest américain... 
La propriété s'étend sur un parc de deux hectares, dessiné par le paysagiste Raymond Eberwein, avec vignoble et oliveraie (producteurs de vin et d’huile d'olive du domaine), pinède, lauriers roses, pittosporums, jardin potager, boulodrome recouvert de végétation, tennis, héliport... 
En 1995, Hallyday y enregistre une partie de son 39e album, Lorada, produit par Jean-Jacques Goldman, et baptise sa tournée Lorada Tour (1995-1996).
En 2000, à la suite d'importants conflits financiers avec sa maison de disque Universal Music Group, il est obligé de vendre à regret sa villa avec sa maison de la villa Molitor à Paris, avant de se faire reconstruire plus tard, en 2008, sa villa Jade de Saint-Barthélemy (Antilles françaises), dans la mer des Caraïbes.